# II Liceum Ogólnokształcące im. Stefana Żeromskiego w Sieradzu
II Liceum Ogólnokształcące im. Stefana Żeromskiego w Sieradzu – średnia szkoła ogólnokształcąca w w Sieradzu.

## Historia
27 sierpnia 1968 roku decyzją Ministra Budownictwa Przemysłu i Materiałów Budowlanych została utworzona Zasadnicza Szkoła Budowlana dla Pracujących Sieradzkiego Przedsiębiorstwa Budowlanego. Początkowo nauka odbywała się w budynku Zespołu Szkół Zawodowych. Początkowo kształcono w zawodach: mechanik maszyn budowlanych, murarz, betoniarz-zbrojarz. 1 września 1969 szkołę przeniesiono do budynku Szkoły Podstawowej nr 1 im. Władysława Reymonta. Nauka odbywała się w godzinach popołudniowych i wieczornych oraz utworzono klasy zawodowe: sztukator-malarz i monter wewnętrznych instalacji budowlanych.
3 września 1973 roku wmurowano akt erekcyjny pod budowę szkoły, internatu i sali gimnastycznej, według projektu arch. Roberta Lewandowskiego, którą zbudowało Sieradzkie przedsiębiorstwo Budowlane. 2 września 1974 roku nowa szkoła została oddana do użytku. W roku szkolnym 1974/75 zorganizowano Ochotniczy Hufiec Pracy, którym można było zdobyć zawód murarza lub montera konstrukcji żelbetowych i odbyć zasadniczą służbę wojskową. 23 września 1975 roku patronem szkoły został Stefan Żeromski. 
W 1976 roku utworzono Technikum Budowlane dla Pracujących, a także Policealne Studium Zawodowe, a szkoła zmieniła nazwę na Zespół Szkół Budowlanych Sieradzkiego Przedsiębiorstwa Budowlanego. 14 października 1976 roku pracownicy Sieradzkiego Kombinatu Budowlanego, ufundowali sztandar, który udekorowano złotą odznaką Związków Zawodowych Pracowników Przemysłu Budowlanego. Przez pewien czas istniały szkoły filialne w: Wiewiórczynie (filia Zasadniczej Szkoły Budowlanej Łaskiego Przedsiębiorstwa Budownictwa Przemysłowego “MONTOPRZEM” w Łasku), Zduńskiej Woli ( filia Zasadniczej Szkoły Budowlanej dla juniorów OHP), Wieluniu (filia Technikum Budowlanego dla Pracujących Wieluńskiego Przemysłu Budowlanego). W 1981 roku Technikum Budowlane dla Pracujących zakończyło działalność, a 2 września 1985 roku utworzono 5-letnie Technikum Budowlane dla absolwentów szkół podstawowych.
10 czerwca 1991 roku z powodu kryzysu w budownictwie, szkoła została przekazana do dyspozycji Kuratorium Oświaty i Wychowania. W tym czasie w skład Zespołu Szkół Budowlanych wchodziły: Zasadnicza Szkoła Zawodowa, Technikum Budowlane, Podstawowe Studium Budowlane. 
1 września 1991 roku utworzono II Liceum Ogólnokształcące, a szkoła zmieniła nazwę na Zespół Szkół im. Stefana Żeromskiego. W roku szkolnym 1994/95 wprowadzono naukę języka francuskiego. W maju 1995 roku odbyła się pierwsza matura. W 1998 roku zakończyło działalność Technikum Budowlane. 1 września 2002 roku szkoła została przekształcona w Zespół Szkół Ponadgimnazjalnych  nr 3 im. Stefana Żeromskiego. W 2003 roku Zasadnicza Szkoła Zawodowa zakończyła działalność, a następnie 23 marca 2004 roku zmieniono nazwę szkoły na II Liceum Ogólnokształcące im. Stefana Żeromskiego. W latach 2011–2013 wyremontowano halę sportową, którą 17 grudnia 2013 roku otwarto. 15 grudnia 2015 roku otwarto "Ogród - zielona sala". 
We wrześniu 2019 roku utworzono klasy dwujęzyczne z językiem angielskim. Szkoła kształci w profilach: humanistycznym, humanistyczno-geograficznym, kulturowo-medialnym, politechnicznym, biologiczno-chemicznym, matematyczno-geograficznym i matematyczno-językowym.  
Dyrektorzy szkoły:
1968–1969. Józef Mizera.
1969–1986. Ireneusz Owczarek.
1986–1997.Tadeusz Lewicki.
1997–2007. Danuta Rudnik.
2007– nadal Urszula Świniarska.

## Znani absolwenci
- Marcin Maciejczak